# Canton de Mouy
Le canton de Mouy est une circonscription électorale française située dans le département de l'Oise et la région Hauts-de-France.

## Géographie
Ce canton est organisé autour de Mouy dans les arrondissements de Beauvais et de Clermont. 

## Histoire
Par décret du 20 février 2014, le nombre de cantons du département est divisé par deux, avec mise en application aux élections départementales de mars 2015. Le canton de Mouy est conservé et s'agrandit. Il passe de 11 à 35 communes.

## Représentation

### Conseillers d'arrondissement (de 1833 à 1940)
Le canton de Mouy faisait partie de l'arrondissement de Clermont.
| Période                                  | Période          | Identité                              | Étiquette | Qualité |
| ---------------------------------------- | ---------------- | ------------------------------------- | --------- | --- |
| 1833                                     | 1839             | Antoine Edme Gris                     |           | Ancien négociant, maire de Bury                                                                             |
| 1839                                     | 1845             | Engelbert Schillings                  |           | Ancien officier, propriétaire à Hondainville                                                                |
| 1845                                     | 1848             | Jean-Baptiste Victor Villain-Lieutaud |           | Juge de paix, propriétaire à Cambronne-lès-Clermont                                                         |
| 1848                                     | 1852             | M. Dumoulin                           |           | |
| 1852                                     | 1854 (décès)     | Léon Demorlaine (1808-1854)           |           | Notaire, maire de Mouy, Président du Conseil d'arrondissement                                               |
| 1854                                     | 1859             | Ferdinand Martin                      |           | Juge de paix, notaire à Lassigny                                                                            |
| 1859                                     | 1861             | Pierre Antoine Sylvain Mazand         |           | Juge de paix, ancien conseiller d'arrondissement du canton d'Auneuil                                        |
| 1861                                     | 1862 (démission) | Édouard Chantepie                     |           | Avocat |
| 1862                                     | 1867             | Baron Jean Édouard Kiggen             |           | Propriétaire à Bury                                                                                         |
| 1867                                     | 1871             | Édouard Chantepie                     |           | Avocat, propriétaire à Mouy                                                                                 |
| 1871                                     | 1877             | Pierre Caffin                         |           | Cultivateur, maire d'Ansacq                                                                                 |
| 1877                                     | 1896 (décès)     | Léopold Constant Angot                |           | Maire d'Angy                                                                                                |
| 1896                                     | 1900 (décès)     | Alphonse Guillot                      |           | Propriétaire, médecin vétérinaire, maire de Mouy                                                            |
| 30 décembre 1900                         | 1904             | Joseph Désiré Depaule-Brunet          |           | Boulanger, adjoint au maire et ancien maire de Mouy                                                         |
| 1904                                     | 1913             | Louis Auguste Derebergue              |           | Tabletier,maire d'Angy (1890-1899 et 1902-1919)                                                             |
| 1913                                     | 1919             | Victor Désiré Demontreuil             |           | Ancien maire de Mouy                                                                                        |
| 1919                                     | 1921             | Albert Watou                          | Radical   | Cultivateur, maire de Neuilly-sous-Clermont                                                                 |
| 1921                                     | 1925 (décès)     | Charles Paul Roulette                 |           | Adjoint au maire de Mouy                                                                                    |
| 1925                                     | 1933 (décès)     | Léon Trouvé                           |           | Maire d'Ansacq                                                                                              |
| 1933                                     | 1940             | Élie Désiré Flamme                    | URD       | Cultivateur, conseiller municipal de Mouy                                                                   |
| 1940                                     |                  |                                       |           | Les conseils d'arrondissement ont été suspendus par la loi du 12 octobre 1940 et n'ont jamais été réactivés |
| Les données manquantes sont à compléter. |                  |                                       |           | |

### Conseillers généraux de 1833 à 2015
| Période | Période                   | Identité                               | Étiquette                               | Qualité |
| ------- | ------------------------- | -------------------------------------- | --------------------------------------- | --- |
| 1833    | 1836                      | Jean Nicolas Berthaut                  |                                         | Maire de Mouy |
| 1836    | 1848                      | Duc Charles Philippe Henri de Noailles |                                         | Ancien officier de cavalerie Maire de Mouchy-le-Châtel Élu en 1848 dans le canton de Noailles                                          |
| 1848    | 1852 (démission d'office) | François-Théophile Moison (1815-?)     | Républicain                             | Pharmacien à Mouy Déporté au bagne de Lambessa (Algérie)                                                                               |
| 1852    | 1855 (démission)          | Richard Descoins (1775-1863)           |                                         | Manufacturier à Mouy |
| 1855    | 1871                      | Amédée de Vuillefroy de Silly          |                                         | Conseiller d'Etat Sénateur (1863-1870), maire de Thury-sous-Clermont                                                                   |
| 1871    | 1883                      | François-Théophile Moison              | Républicain                             | Pharmacien à Mouy |
| 1883    | 1913                      | Théodore Baudon                        | Rad.                                    | Docteur en médecine Maire de Mouy Député (1897-1910)                                                                                   |
| 1913    | 1919                      | Léon Derebergue (1880-1959)            | SFIO                                    | Tourneur en bâtons puis scieur Maire de Hermes puis Maire d'Angy                                                                       |
| 1919    | 1925                      | Victor Thévet (1878-1955)              | SFIO puis PC-SFIC                       | Ouvrier brocheur en chaussures à Mouy                                                                                                  |
| 1925    | 1931                      | Léopold Rabbé (1860-1938)              | Union nationale puis Cartel des gauches | Maire d'Angy puis de Mouy |
| 1931    | 1940                      | Jean Avinin (1885-1951)                | Soc.ind.                                | Médecin à Mouy |
|         |                           |                                        |                                         | |
| 1945    | 1949                      | Jean Avinin                            | SFIO                                    | Médecin à Mouy |
| 1949    | 1973                      | Hector Dubois                          | RPF puis CNI                            | Agriculteur à Bury Sénateur (1959-1983)                                                                                                |
| 1973    | 2004                      | Jean Sylla                             | PCF                                     | Employé de la Sécurité sociale Maire de Mouy (1983-2008) Vice-Président du Conseil Général (1982-1985) Conseiller régional (1979-1982) |
| 2004    | 2015                      | Anne-Claire Delafontaine               | PS                                      | Fonctionnaire Maire de Mouy (2008-2020)                                                                                                |

### Conseillers départementaux à partir de 2015
| Période élective | Période élective | Mandat | Mandat   | Identité        | Nuance | Nuance | Qualité |
| ---------------- | ---------------- | ------ | -------- | --------------- | ------ | ------ | --- |
| 2015             | 2021             | 2015   | 2021     | Anne Fumery     |        | DVD    | Directrice des Soins en milieu hospitalier Adjointe au Maire de Bresles Conseillère départementale déléguée, chargée de la santé |
| 2015             | 2021             | 2015   | 2021     | Olivier Paccaud |        | DVD    | Professeur d'histoire-géographie, Ponchon Sénateur de l'Oise (depuis 2017), apparenté au groupe LR                               |
| 2021             | 2028             | 2021   | en cours | Anne Fumery     |        | DVD    | Conseillère sortante, Vice-présidente chargée de la culture                                                                      |
| 2021             | 2028             | 2021   | en cours | Olivier Paccaud |        | DVD    | Conseiller sortant |

### Résultats détaillés

#### Élections de mars 2015
À l'issue du 1er tour des élections départementales de 2015, trois binômes sont en ballottage : Jacqueline Crepin et André Fouchard (FN, 35,42 %), Anne Fumery et Olivier Paccaud (Union de la Droite, 29,46 %) et Anne-Claire Delafontaine et Yves Rome (Union de la Gauche, 26,91 %). Le taux de participation est de 59,38 % (15 895 votants sur 26 770 inscrits) contre 51,32 % au niveau départemental et 50,17 % au niveau national.
Au second tour, Anne Fumery et Olivier Paccaud (Union de la Droite) sont élus avec 36,45 % des suffrages exprimés et un taux de participation de 61,34 % (5 808 voix pour 16 420 votants et 26 770 inscrits).

#### Élections de juin 2021
Le premier tour des élections départementales de 2021 est marqué par un très faible taux de participation (33,26 % au niveau national). Dans le canton de Mouy, ce taux de participation est de 34,55 % (9 180 votants sur 26 570 inscrits) contre 32,46 % au niveau départemental. À l'issue de ce premier tour, deux binômes sont en ballottage : Anne Fumery et Olivier Paccaud (DVD, 56,05 %) et Stéphane Mansion et Caroline Picard (RN, 26,33 %).
Le second tour des élections est marqué une nouvelle fois par une abstention massive équivalente au premier tour. Les taux de participation sont de 34,36 % au niveau national, 32,8 % dans le département et 34,71 % dans le canton de Mouy. Anne Fumery et Olivier Paccaud (DVD) sont élus avec 70,64 % des suffrages exprimés (6 079 voix pour 9 224 votants et 26 573 inscrits),,.

## Composition

### Composition avant 2015

Situation du canton de Mouy dans le département de l'Oise avant 2015.

Le canton de Mouy regroupait 11 communes.
| Nom                    | Code Insee | Codepostal | Superficie (km2) | Population (dernière pop. légale) | Densité (hab./km2) |
| ---------------------- | ---------- | ---------- | ---------------- | --------------------------------- | ------------------ |
| Mouy (chef-lieu)       | 60439      | 60250      | 9,87             | 5 249 (2012)                      | 532                |
| Angy                   | 60015      | 60250      | 3,60             | 1 194 (2012)                      | 332                |
| Ansacq                 | 60016      | 60250      | 8,40             | 269 (2012)                        | 32                 |
| Bury                   | 60116      | 60250      | 17,05            | 2 977 (2012)                      | 175                |
| Cambronne-lès-Clermont | 60120      | 60290      | 9,34             | 1 070 (2012)                      | 115                |
| Heilles                | 60307      | 60250      | 6,01             | 613 (2012)                        | 102                |
| Hondainville           | 60317      | 60250      | 6,00             | 656 (2012)                        | 109                |
| Neuilly-sous-Clermont  | 60451      | 60290      | 7,74             | 1 686 (2012)                      | 218                |
| Rousseloy              | 60551      | 60660      | 3,90             | 300 (2012)                        | 77                 |
| Saint-Félix            | 60574      | 60370      | 5,13             | 643 (2012)                        | 125                |
| Thury-sous-Clermont    | 60638      | 60250      | 5,42             | 683 (2012)                        | 126                |

### Composition à partir de 2015
Le canton de Mouy regroupe désormais 35 communes.
| Nom                          | Code Insee | Intercommunalité     | Superficie (km2) | Population (dernière pop. légale) | Densité (hab./km2) | Modifier                                    |
| ---------------------------- | ---------- | -------------------- | ---------------- | --------------------------------- | ------------------ | ------------------------------------------- |
| Mouy (bureau centralisateur) | 60439      | CC du Clermontois    | 9,87             | 5 339 (2022)                      | 541                | modifier les données · modifier les données |
| Angy                         | 60015      | CC Thelloise         | 3,60             | 1 129 (2022)                      | 314                | modifier les données · modifier les données |
| Ansacq                       | 60016      | CC Thelloise         | 8,40             | 271 (2022)                        | 32                 | modifier les données · modifier les données |
| Bailleul-sur-Thérain         | 60041      | CA du Beauvaisis     | 9,50             | 2 328 (2022)                      | 245                | modifier les données · modifier les données |
| Bonlier                      | 60081      | CA du Beauvaisis     | 4,47             | 472 (2022)                        | 106                | modifier les données · modifier les données |
| Bresles                      | 60103      | CA du Beauvaisis     | 20,99            | 4 032 (2022)                      | 192                | modifier les données · modifier les données |
| Bury                         | 60116      | CC du Clermontois    | 17,05            | 2 876 (2022)                      | 169                | modifier les données · modifier les données |
| Cambronne-lès-Clermont       | 60120      | CC du Clermontois    | 9,34             | 1 179 (2022)                      | 126                | modifier les données · modifier les données |
| Le Fay-Saint-Quentin         | 60230      | CA du Beauvaisis     | 7,19             | 529 (2022)                        | 74                 | modifier les données · modifier les données |
| Fontaine-Saint-Lucien        | 60243      | CA du Beauvaisis     | 7,25             | 176 (2022)                        | 24                 | modifier les données · modifier les données |
| Fouquerolles                 | 60251      | CA du Beauvaisis     | 10,21            | 297 (2022)                        | 29                 | modifier les données · modifier les données |
| Guignecourt                  | 60290      | CA du Beauvaisis     | 4,62             | 386 (2022)                        | 84                 | modifier les données · modifier les données |
| Haudivillers                 | 60302      | CA du Beauvaisis     | 9,79             | 767 (2022)                        | 78                 | modifier les données · modifier les données |
| Heilles                      | 60307      | CC Thelloise         | 6,01             | 649 (2022)                        | 108                | modifier les données · modifier les données |
| Hermes                       | 60313      | CA du Beauvaisis     | 11,72            | 2 510 (2022)                      | 214                | modifier les données · modifier les données |
| Hondainville                 | 60317      | CC Thelloise         | 6,00             | 715 (2022)                        | 119                | modifier les données · modifier les données |
| Juvignies                    | 60328      | CA du Beauvaisis     | 8,09             | 297 (2022)                        | 37                 | modifier les données · modifier les données |
| Lafraye                      | 60339      | CA du Beauvaisis     | 5,53             | 350 (2022)                        | 63                 | modifier les données · modifier les données |
| Laversines                   | 60355      | CA du Beauvaisis     | 13,79            | 1 133 (2022)                      | 82                 | modifier les données · modifier les données |
| Litz                         | 60366      | CA du Beauvaisis     | 9,76             | 370 (2022)                        | 38                 | modifier les données · modifier les données |
| Maisoncelle-Saint-Pierre     | 60376      | CA du Beauvaisis     | 4,16             | 178 (2022)                        | 43                 | modifier les données · modifier les données |
| Neuilly-sous-Clermont        | 60451      | CC du Clermontois    | 7,74             | 1 591 (2022)                      | 206                | modifier les données · modifier les données |
| La Neuville-en-Hez           | 60454      | CA du Beauvaisis     | 28,42            | 954 (2022)                        | 34                 | modifier les données · modifier les données |
| Nivillers                    | 60461      | CA du Beauvaisis     | 7,65             | 211 (2022)                        | 28                 | modifier les données · modifier les données |
| Oroër                        | 60480      | CC de l'Oise Picarde | 9,06             | 541 (2022)                        | 60                 | modifier les données · modifier les données |
| Rémérangles                  | 60530      | CA du Beauvaisis     | 8,20             | 209 (2022)                        | 25                 | modifier les données · modifier les données |
| Rochy-Condé                  | 60542      | CA du Beauvaisis     | 6,38             | 999 (2022)                        | 157                | modifier les données · modifier les données |
| La Rue-Saint-Pierre          | 60559      | CA du Beauvaisis     | 8,68             | 860 (2022)                        | 99                 | modifier les données · modifier les données |
| Saint-Félix                  | 60574      | CC Thelloise         | 5,13             | 618 (2022)                        | 120                | modifier les données · modifier les données |
| Therdonne                    | 60628      | CA du Beauvaisis     | 8,98             | 1 175 (2022)                      | 131                | modifier les données · modifier les données |
| Thury-sous-Clermont          | 60638      | CC Thelloise         | 5,42             | 670 (2022)                        | 124                | modifier les données · modifier les données |
| Tillé                        | 60639      | CA du Beauvaisis     | 14,80            | 1 294 (2022)                      | 87                 | modifier les données · modifier les données |
| Troissereux                  | 60646      | CA du Beauvaisis     | 14,05            | 1 364 (2022)                      | 97                 | modifier les données · modifier les données |
| Velennes                     | 60663      | CA du Beauvaisis     | 6,17             | 238 (2022)                        | 39                 | modifier les données · modifier les données |
| Verderel-lès-Sauqueuse       | 60668      | CA du Beauvaisis     | 12,46            | 720 (2022)                        | 58                 | modifier les données · modifier les données |
| Canton de Mouy               | 6014       |                      | 330,48           | 37 427 (2022)                     | 113                | modifier les données                        |

## Démographie

### Démographie avant 2015
| 1962  | 1968  | 1975   | 1982   | 1990   | 1999   | 2006   | 2011   | 2012   |
| ----- | ----- | ------ | ------ | ------ | ------ | ------ | ------ | ------ |
| 9 127 | 9 489 | 11 656 | 12 723 | 14 278 | 14 964 | 15 051 | 15 258 | 15 340 |

### Démographie depuis 2015
En 2022, le canton comptait 37 427 habitants, en évolution de +1,33 % par rapport à 2016 (Oise : +0,87 %, France hors Mayotte : +2,11 %).
| 2013   | 2018   | 2022   |
| ------ | ------ | ------ |
| 36 682 | 37 185 | 37 427 |